# Mikael Frycklund
Mats Mikael Frycklund, född 4 maj 1993 i Västerås, är en svensk-italiensk professionell ishockeyspelare som spelar för HC Pustertal Wölfe i ICEHL. Han gjorde seniordebut med moderklubben Västerås IK i Hockeyallsvenskan under säsongen 2011/12. Efter ytterligare tre säsonger i klubben lämnade han för spel med seriekonkurrenten Asplöven HC 2015. Året därpå återvände han till Västerås innan han under säsongen 2017/18 representerade både Tingsryds AIF och Modo Hockey.
Efter ytterligare en säsong med Västerås, meddelades det i april 2019 att Frycklund skrivit ett tvåårsavtal med Linköping HC. I april 2021 återvände han ännu en gång till Västerås IK, där han spelade i två säsonger. Sedan augusti 2023 tillhör han den italienska klubben Pustertal Wölfe.
Sedan 2024 representerar Frycklund Italien vid landslagssammanhang.

## Karriär

### Klubblag

#### 2011–2019: Början av karriären
Frycklund påbörjade sin karriär som ishockeyspelare med moderklubben Västerås IK. Som 18-åring gjorde han debut med klubbens A-lag i Hockeyallsvenskan, den 30 november 2011. Han spelade sedan ytterligare en match för A-laget samma säsong. Denna säsong blev Frycklund också utlånad till Surahammars IF i Division 1, där han på tre matcher noterades för ett mål och en assist.
Den 30 augusti 2012 meddelades det att Frycklund skrivit ett treårsavtal med Västerås och tog en ordinarie plats med klubbens A-lag i Hockeyallsvenskan. Den 4 november samma år gjorde han sitt första mål i serien, på Linus Fernström, då IK Oskarshamn besegrades med 6–2. Under sin första hela säsong med Västerås stod Frycklund för tolv poäng på 50 grundseriematcher (ett mål, elva assist). Laget tog sig till Kvalserien till Elitserien i ishockey 2013, där man slutade på fjärde plats. På sju spelade matcher noterades Frycklund för två mål. Säsongen därpå sjönk hans poängproduktion betänkligt då han stod för fyra poäng på 46 grundseriematcher. Laget tog sig åter till Kvalserien, men slutade där på sista plats. Säsongen 2014/15 gjorde Frycklund sin poängmässigt bästa grundserie dittills med sju mål och sju assisteringar på 38 matcher. Västerås vann grundserietabellen i Hockeyallsvenskan, men misslyckades sedan i Direktkval till Svenska Hockeyligan 2015.
Den 2 juni 2015 meddelade Asplöven HC att man skrivit ett ettårsavtal med Frycklund. Efter en säsong i Asplöven, som degraderades till Hockeyettan, återvände Frycklund till Västerås. Laget presenterade värvningen den 7 april 2016 och meddelade samtidigt att man skrivit ett tvåårskontrakt med Frycklund. Under säsongen 2016/17 var han, tillsammans med Fredrik Johansson, poängbäst i Västerås under grundserien. På 51 matcher noterades han för 27 poäng, varav 11 mål. Laget slutade dock näst sist i serien och degraderades kort därefter till Hockeyettan. Detta gjorde att han lämnade Västerås, och i maj 2017 skrev han ett ettårsavtal med Tingsryds AIF. Frycklund spelade 27 grundseriematcher för Tingsryd innan det den 9 februari 2018 meddelades att han, i samförstånd med klubben, brutit avtalet. Kort därefter, den 11 februari, meddelade seriekonkurrenten Modo Hockey, att man värvat Frycklund för återstoden av säsongen. Efter sju spelade matcher för Modo, meddelades det den 11 maj 2018 att Frycklund återvänt till Västerås Hockey, med vilka han skrivit ett tvåårsavtal. Inför säsongen 2018/19 utsågs han till en av Västerås assisterande lagkaptener. Därefter gjorde han sin poängmässigt bästa säsong i Hockeyallsvenskan. På 50 grundseriematcher noterades han för 43 poäng och slutade på andra plats i seriens assistliga med 32 assistpoäng.

#### Från 2019: Linköping, Västerås och Pustertal Wölfe
Den 1 april 2019 bekräftades det att Frycklund skrivit på ett tvåårskontrakt med Linköping HC i SHL. Han gjorde SHL-debut den 14 september 2019 i en match mot Djurgårdens IF. I samma match ådrog han sig en huvudskada och missade därför de fyra efterföljande matcherna. Frycklund fick sporadiskt speltid under säsongens gång och spelade 28 grundseriematcher. Han noterades för sitt första SHL-mål den 15 februari 2020, på Jonas Gunnarsson, i en 2–4-förlust mot HV71. Totalt stod han för ett mål och tre assistpoäng.
Den 30 april 2021 bekräftades det att Frycklund återvänt till Västerås IK, med vilka han skrivit ett tvåårsavtal, efter två säsonger i SHL med Linköping HC. Inför säsongen utsågs han till en av lagets assisterande lagkaptener. Han gjorde därefter sin dittills poängmässigt bästa säsong. I grundserien gjorde Fycklund 50 poäng och vann lagets interna poängliga, vilket gav honom en tredje plats i Hockeyallsvenskans totala poängliga. Dessutom var han den i laget som gjorde flest assistpoäng (34) och ådrog sig flest utvisningsminuter (63). Västerås slutade på femte plats i grundserietabellen och slogs i det efterföljande slutspelet ut av IF Björklöven med 1–4 i matcher. På dessa fem matcher stod Frycklund för två assistpoäng.
Skador och avstängning gjorde att Frycklund missade en stor del av grundserien 2022/23. På 32 matcher stod han för 22 poäng, varav tre mål. Med 72 utvisningsminuter var han också hela seriens mest utvisade spelare. I slutspelet slog laget ut HC Vita Hästen i play-in, innan man besegrades av IF Björklöven med 4–1 i kvartsfinalserien. Frycklund noterades för ett mål och en assist på dessa matcher.
Den 1 augusti 2023 bekräftades det att Frycklund skrivit sitt första avtal med en utländsk klubb; italienska HC Pustertal Wölfe, med vilka han skrivit ett ettårskontrakt. Laget slutade på åttonde plats i grundserien där Frycklund på 41 matcher stod för 14 mål och lika många assistpoäng. I slutspelet tog sig Pustertal Wölfe till semifinalspel. Den 28 maj 2024 meddelades det att Frycklund förlängt avtalet med klubben med ytterligare en säsong. I sin andra säsong med Wölfe förbättrade Frycklund sin poängnotering från föregående säsong med en poäng. På 44 grundseriematcher stod han för 13 mål och 16 assist. I grundserien slutade laget på nionde plats och i det följande slutspelet slogs man ut i kvartsfinal av EC KAC med 4–2 i matcher.
Den 22 april 2025 bekräftades det att Frycklund förlängt sitt avtal med Pustertal Wölfe med ytterligare en säsong.

### Landslag
2024 stod det klart att Frycklund skaffat Italiensk medborgarskap och att han skulle komma att representera Italien i landslagssammanhang. Han gjorde debut för Italien den 7 november samma år i en match mot Slovenien. Två dagar senare gjorde han sitt första landslagsmål, på Maciej Miarka, i en 5–3-seger mot Polen.

## Statistik
| 2011–12                  | Västerås IK              | HA                       | 2   | 0  | 0   | 0   | 0   | —  | —  | —  | —  | —  |
| 2011–12                  | Surahammars IF           | Div. 1                   | 3   | 1  | 1   | 2   | 0   | —  | —  | —  | —  | —  |
| 2012–13                  | Västerås IK              | HA                       | 50  | 1  | 11  | 12  | 16  | 7  | 2  | 0  | 2  | 0  |
| 2013–14                  | Västerås IK              | HA                       | 46  | 1  | 3   | 4   | 22  | 3  | 0  | 1  | 1  | 4  |
| 2014–15                  | Västerås IK              | HA                       | 38  | 7  | 7   | 14  | 22  | 7  | 1  | 0  | 1  | 6  |
| 2015–16                  | Asplöven HC              | HA                       | 50  | 9  | 12  | 21  | 44  | 6  | 2  | 1  | 3  | 0  |
| 2016–17                  | Västerås IK              | HA                       | 51  | 11 | 16  | 27  | 81  | 10 | 5  | 4  | 9  | 18 |
| 2017–18                  | Tingsryds AIF            | HA                       | 27  | 5  | 10  | 15  | 28  | —  | —  | —  | —  | —  |
| 2017–18                  | Modo Hockey              | HA                       | 7   | 0  | 1   | 1   | 2   | —  | —  | —  | —  | —  |
| 2018–19                  | Västerås IK              | HA                       | 50  | 11 | 32  | 43  | 81  | 5  | 2  | 1  | 3  | 6  |
| 2019–20                  | Linköping HC             | SHL                      | 28  | 1  | 3   | 4   | 20  | —  | —  | —  | —  | —  |
| 2020–21                  | Linköping HC             | SHL                      | 24  | 2  | 4   | 6   | 37  | —  | —  | —  | —  | —  |
| 2021–22                  | Västerås IK              | HA                       | 44  | 16 | 34  | 50  | 63  | 5  | 0  | 2  | 2  | 12 |
| 2022–23                  | Västerås IK              | HA                       | 32  | 3  | 19  | 22  | 72  | 7  | 1  | 1  | 2  | 27 |
| 2023–24                  | HC Pustertal Wölfe       | ICEHL                    | 41  | 14 | 14  | 28  | 43  | 14 | 2  | 4  | 6  | 16 |
| 2024–25                  | HC Pustertal Wölfe       | ICEHL                    | 44  | 13 | 16  | 29  | 75  | 5  | 0  | 1  | 1  | 2  |
| Hockeyallsvenskan totalt | Hockeyallsvenskan totalt | Hockeyallsvenskan totalt | 397 | 64 | 145 | 209 | 431 | 50 | 13 | 10 | 23 | 73 |
| SHL totalt               | SHL totalt               | SHL totalt               | 52  | 3  | 7   | 10  | 57  | —  | —  | —  | —  | —  |